# انجمن معماری و تاریخی آکسفوردشر
انجمن معماری و تاریخی آکسفوردشر (انگلیسی: Oxfordshire Architectural and Historical Society) انجمنی علمی و تحقیقی در زمینه معماری و تاریخ جامعه است که به صورت غیر رسمی از ۱۸۳۹ ایجاد گردیده ولی طبق مدارک رسمی و مستدل از ۱۹۷۲ فعالیت عمده دارد. نشریه‌ای نیز منتسب به این انجمن می‌باشد که ترتیب انتشار سالانه دارد و با نام اوکسونی‌یِنسیا شناخته می‌شود و برای نخستین بار از سال ۱۹۳۶ میلادی چاپ گردید. اعضای فعال در این انجمن را علاقه‌مندان به باستان‌شناسی، معماری و تاریخ آکسفورد و آکسفوردشر انگلستان تشکیل می دهد.  